# Voslapper Groden-Süd
Voslapper Groden-Süd este o arie protejată (arie de protecție specială avifaunistică — SPA) din Germania întinsă pe o suprafață de 362 ha, integral pe uscat.

## Localizare
Centrul sitului Voslapper Groden-Süd este situat la coordonatele 53°35′58″N 8°06′31″E / 53.5994°N 8.1086°E.

## Înființare
Situl Voslapper Groden-Süd a fost declarat arie de protecție specială avifaunistică în mai 2006 pentru a proteja 21 de specii de animale.

## Biodiversitate
Situată în ecoregiunea atlantică, aria protejată nu include niciun habitat protejat.
La baza desemnării sitului se află mai multe specii protejate de  păsări (21): lăcar-de-rogoz (Acrocephalus schoenobaenus), ciocârlie-de-câmp (Alauda arvensis), rață lingurar (Anas clypeata), rață mică (Anas crecca crecca), rață cârâitoare (Anas querquedula), fâsă de luncă (Anthus pratensis), buhai de baltă (Botaurus stellaris stellaris), prundaș gulerat mare (Charadrius hiaticula), erete de stuf (Circus aeruginosus), cuc (Cuculus canorus), becațină comună (Gallinago gallinago), sfrâncioc roșiatic (Lanius collurio), grelușel-de-zăvoi (Locustella luscinioides), Luscinia svecica cyanecula, cresteț pestriț (Porzana porzana), Rallus aquaticus aquaticus, mărăcinar (Saxicola rubetra), mărăcinar negru (Saxicola torquatus), Tachybaptus ruficollis ruficollis, fluierarul cu picioare roșii (Tringa totanus), nagâț (Vanellus vanellus).